# Lučka Kajfež Bogataj
Lučka Kajfež Bogataj (Jesenice, 28 de junio de 1957) es una climatóloga eslovena, especialista en meteorología agrícola
Se graduó en 1980 de la Facultad de Ciencias Naturales y Tecnología de Liubliana y recibió su doctorado de la Facultad de Biotecnología. Es investigadora y profesora en la Universidad de Liubliana, profesora titular de la Facultad de Biotecnología, y presidenta de la cátedra de Agrometeorología. Es miembro del comité educativo de la Sociedad Meteorológica Europea. En su país es considerada una de las pioneras en el estudio del impacto del cambio climático, en particular en el crecimiento y la producción agrícola.
Kajfež Bogataj fue nombrada miembro del Panel Intergubernamental sobre Cambio Climático (IPCC) en Ginebra y, en 2007, fue vicepresidente del Grupo de Trabajo II "Impactos, Adaptación y Vulnerabilidad" en la preparación del Cuarto Informe de Evaluación del IPCC.
En 2008, el entonces presidente de Eslovenia, Danilo Türk, le otorgó la Orden del Mérito por su trabajo científico sobre el cambio climático y su dedicación a la protección del medio ambiente.